# Horacio Troche
Horacio Federico Troche Herrera (født 4. februar 1935 i Nueva Helvecia, Uruguay, død 14. juli 2014) var en uruguayansk fodboldspiller, der som forsvarer på Uruguays landshold deltog ved to VM-slutrunder (1962 og 1966). Han var desuden med til at vinde Copa América i 1959. I alt nåede han, mellem 1959 og 1966, at spille 28 kampe for landsholdet.
Troche spillede på klubplan primært i hjemlandet hos storklubberne Nacional og Peñarol. Han havde også et kortvarigt ophold i Vesttyskland hos Alemannia Aachen.